# Honey 3: Dare to Dance
Série
Dance Battle: Honey 2
(2011) Honey 4: Rise Up and Dance
(2018)
Pour plus de détails, voir Fiche technique et Distribution.
Honey 3: Dare to Dance est un film américain de danse, réalisé par Bille Woodruff sur un scénario de Catherine Cyran, produit par Mike Elliott et sorti en 2016.
Il s'agit de la suite des films Honey sorti en 2003 et de Dance Battle: Honey 2 sorti en 2011. Il est suivi par Honey 4: Rise Up and Dance en 2018.

## Synopsis
Après avoir perdu sa place à la prestigieuse académie de danse au Cap en Afrique du Sud, Melea Martin décide de créer une école de danse. Elle va alors louer un théâtre et tenter de monter une représentation hip-hop moderne de Roméo et Juliette avec les jeunes du quartier.

## Fiche technique
Sauf indication contraire, les informations mentionnées dans cette section peuvent être confirmées par la base de données cinématographiques IMDb,  présente dans la section « Liens externes ».
- Titre : Honey 3: Dare to Dance
- Réalisation : Bille Woodruff
- Scénario : Catherine Cyran
- Musique : Mark Kilian
- Montage : Eric Potter
- Chorégraphe : Louisa Ann Talbot, Luke De Kock, Rudi Smit
- Production : Mike Elliott
- Sociétés de production : Universal 1440 Entertainment
- Pays d'origine :  États-Unis
- Langue originale : anglais
- Format : couleurs
- Genre : Drame et film de danse
- Durée : 97 minutes
- Dates de sortie :
  - États-Unis : 6 septembre 2016
  - France : 2016

## Distribution
- Cassie Ventura (VF : Noémie Orphelin) : Melea Martin
- Kenny Wormald : Erik Wildwood
- Dena Kaplan (VF : Camille Donda) : Nadine
- Sibongile Mlambo : Ishani Mfeke
- Bobby Lockwood : Laser
- Clayton Evertson : Taj
- Terry Sauls : Tariq
- Stephen Jubber : Eduardo Diego
- Ambrose Uren : Dajon Bell
- Peter Butler : oncle Simon
- Adrian Galley : Mr. Sammy Wright
- Brandon Petersen : Mike
- Sivuyile Ngesi : DJ Zubair Khumalo
- Adam Cope : Christian
- Jason Meyer : Zam
- Ashlynn Cloete : Crystal
- Conway October : Miko

## Bande originale du film
| No  | Titre                            | Auteur                                               | Durée |
| --- | -------------------------------- | ---------------------------------------------------- | ----- |
| 1.  | End of Time                      | Hopp & Nelson Beato                                  | 3:23  |
| 2.  | Joint (No Sleep)                 | Cassie                                               | 2:53  |
| 3.  | Apache (Grandmaster Flash Remix) | Incredible Bongo Band                                | 7:29  |
| 4.  | Dessert                          | Dawin                                                | 3:31  |
| 5.  | Tonight                          | SAM B                                                | 1:44  |
| 6.  | Forever                          | J-Five                                               | 3:40  |
| 7.  | All My Love (Remix)              | Major Lazer featuring Ariana Grande & Machel Montano | 3:49  |
| 8.  | Sweka                            | The Very Best                                        | 4:09  |
| 9.  | Take Me Slow                     | Carly Rose                                           | 3:29  |
| 10. | Closer                           | JMR                                                  | 3:45  |
| 11. | Sad Song                         | Cindy Alma                                           | 3:54  |
| 12. | Catch Me                         | Vicetone                                             | 3:54  |
| 13. | Want to Want Me                  | Jason Derulo                                         | 3:27  |
| 14. | Oceans                           | Evrywhr & SAM B                                      | 3:02  |
| 15. | Lahla                            | Busiswa, DJ Buckz & Uhuru                            | 3:20  |
| 16. | Production in Jeopardy           | Mark Kilian                                          | 3:47  |
| 17. | Taj Loves Ishani                 | Mark Kilian                                          | 1:51  |
| 18. | Change the Ending                | Mark Kilian                                          | 1:04  |
| 19. | It's Showtime                    | Mark Kilian                                          | 1:40  |
| 20. | A Charitable Gesture             | Mark Kilian                                          | 2:02  |
| 21. | Honey 3: Dare to Dance Suite     | Mark Kilian                                          | 2:14  |